# Maria Nooke

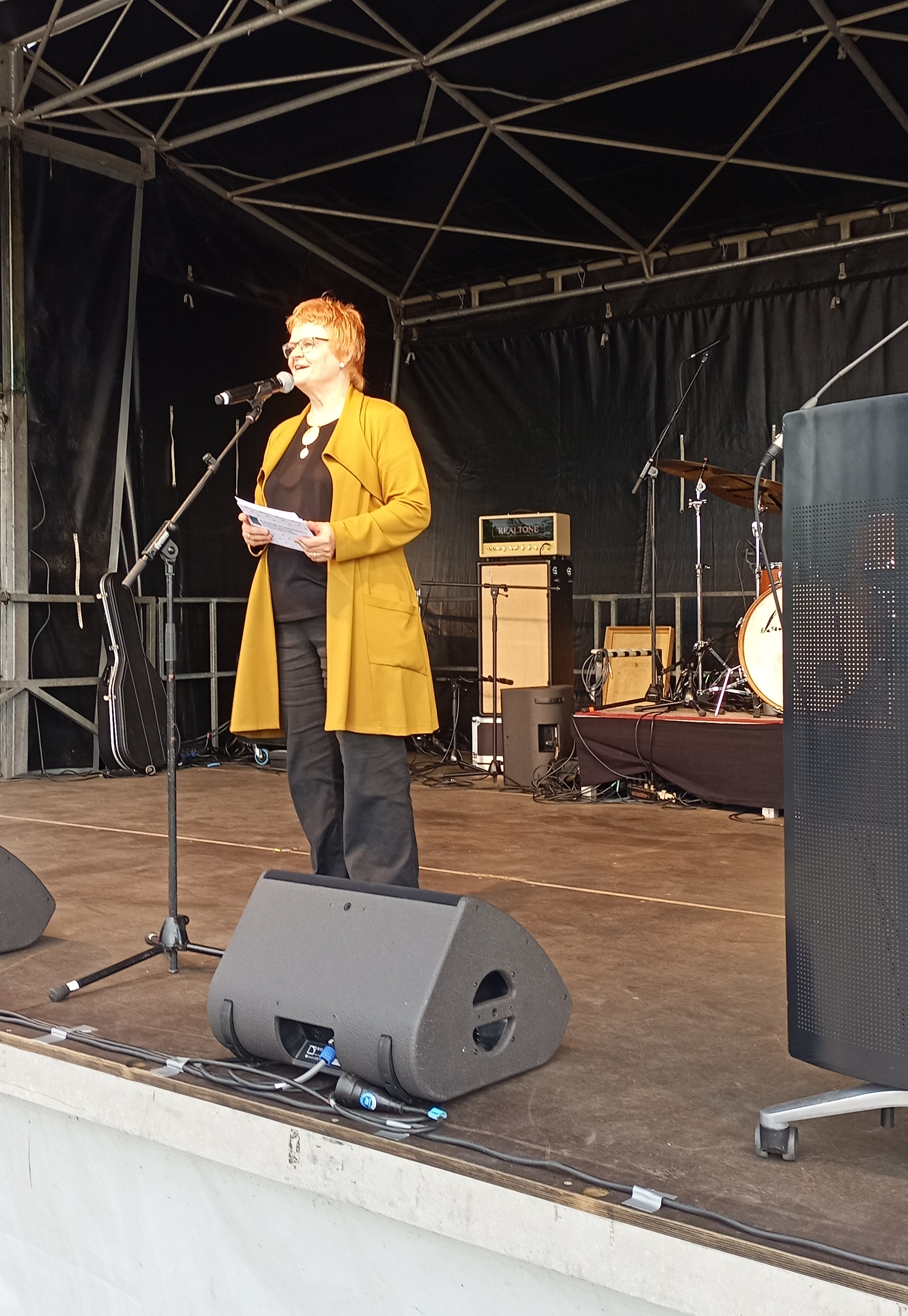
Maria Nooke während der Gedenkveranstaltung zum Volksaufstand vom 17. Juni 1953 in Hennigsdorf

Maria Nooke, geb. Herche (* 1958 in Forst (Lausitz), DDR) ist eine deutsche Soziologin. Am 29. Juni 2017 wählte der Landtag des Landes Brandenburg sie zur neuen Landesbeauftragten zur Aufarbeitung der Folgen der kommunistischen Diktatur in der DDR.  

## Beruflicher Werdegang
Nach einer religionspädagogischen Ausbildung war Nooke in der evangelischen Kinder- und Jugendarbeit in Leipzig und in ihrer Heimatgemeinde tätig. Ab 1985 engagierte sie sich in einer kirchlichen Friedens- und Umweltgruppe in der DDR. Unter anderem war sie Mitherausgeberin des Oppositionsblattes AUFBRUCH. 
Von 1992 bis 1997 studierte Nooke an der TU Berlin Soziologie, Psychologie und Erziehungswissenschaften mit dem Abschluss Magister Artium in Soziologie und Erziehungswissenschaften, 2007 wurde sie an der FU Berlin zur Dr. phil. promoviert.
Nooke arbeitete in zeitgeschichtlichen Projekten zur NS- und DDR-Geschichte. Ihre Arbeitsschwerpunkte waren Zeitzeugenarbeit und Biographieforschung. Seit 1999 war sie in der Gedenkstätte Berliner Mauer wissenschaftlich tätig und an deren Aufbau beteiligt, seit 2009 als stellvertretende Direktorin der Stiftung Berliner Mauer. Von Juli 2013 bis Juni 2017 leitete sie die Erinnerungsstätte Notaufnahmelager Marienfelde, die zur Stiftung Berliner Mauer gehört. Die Fraktionen im Brandenburger Landtag verständigten sich darauf, dass sie im Herbst 2017 die Nachfolge von Ulrike Poppe als Brandenburger Landesbeauftragte zur Aufarbeitung der Folgen der kommunistischen Diktatur antreten soll. Ihre Amtszeit begann im Oktober 2017.
Vom April 2019 bis Dezember 2020 war Nooke Mitglied der von der Bundesregierung eingesetzten Kommission „30 Jahre Friedliche Revolution und Deutsche Einheit“.

### Persönliches
Ihr Ehemann ist der Bürgerrechtler und Politiker Günter Nooke, der frühere evangelische Generalsuperintendent Martin Herche ist ihr Bruder.

## Veröffentlichungen
- Der verratene Tunnel. Geschichte einer verhinderten Flucht im geteilten Berlin. Edition Temmen, Bremen 2002.
- mit Gabriele Camphausen: Die Berliner Mauer. Ausstellungskatalog Dokumentationszentrum Berliner Mauer. Michel Sandstein, Dresden 2003.
- Für Umweltverantwortung und Demokratisierung. Die Forster Oppositionsgruppe in der Auseinandersetzung mit Staat und Kirche. Ch. Links, Berlin 2008.
- mit Hans-Hermann Hertle u. a.: Die Todesopfer an der Berliner Mauer 1961–1989. Hrsg. vom Zentrum für Zeithistorische Forschung Potsdam und der Stiftung Berliner Mauer. 2. durchgesehene Auflage, Ch. Links, Berlin 2009.
- Mauergeschichten von Flucht und Fluchthilfe. Begegnung mit Zeitzeugen. Ch. Links Verlag, Berlin 2017.

### Als Herausgeberin
- mit Lydia Dollmann: Fluchtziel Freiheit. Berichte von DDR-Flüchtlingen über die Situation nach dem Mauerbau – Aktionen der Girrmanngruppe. Ch. Links, Berlin 2011.
- mit Hans-Hermann Hertle: The Victims at the Berlin Wall 1961–1989. A Biographical Handbook. Edited for the Centre for Contemporary History Potsdam and the Berlin Wall Foundation. Ch. Links, Berlin 2011.
- mit Hans-Hermann Hertle: Die Todesopfer am Außenring der Berliner Mauer 1961–1989. Selbstverlag, Berlin 2013.
- mit Hans-Hermann Hertle: Die Todesopfer an der Berliner Mauer 1961–1989. Ein biographisches Handbuch. 3. Auflage, Ch. Links Berlin 2019. ISBN 978-3-96289-062-9